# International Race of Champions 2001
International Race of Champions 2001 (IROC XXV) kördes över fyra omgångar. Bobby Labonte, 2000 års mästare i Nascar Winston Cup tog hem sin enda IROC-titel.

## Delsegrare
| Datum       | Bana         | Vinnare       |
| ----------- | ------------ | ------------- |
| 16 februari | Daytona      | Dale Jarrett  |
| 21 april    | Talladega    | Bobby Labonte |
| 9 juni      | Michigan     | Tony Stewart  |
| 4 augusti   | Indianapolis | Bobby Labonte |

## Slutställning
| Plats | Förare         | Poäng |
| ----- | -------------- | ----- |
| 1     | Bobby Labonte  | 68    |
| 2     | Tony Stewart   | 58    |
| 3     | Kenny Bräck    | 57    |
| 4     | Eddie Cheever  | 47    |
| 5     | Dale Jarrett   | 47    |
| 6     | Ricky Rudd     | 45    |
| 7     | Scott Goodyear | 42    |
| 8     | Jeff Burton    | 32    |
| 9     | Buddy Lazier   | 31    |
| 10    | Jeff Green     | 28    |
| 11    | Mark Dismore   | 25    |